# Графит
Графит је минерал и једна је од три стабилне алотропске модификације угљеника (поред дијаманта и фулерена), међу којима је најчешћа и најстабилнија управо графит. Сиве је боје. Графит најчешће поседује хексагоналну решетку, а веома ретко се појављује у ромбоедричној. Атоми у слојевима везани су јаким ковалентним везама, али су сами слојеви повезани слабим Ван дер Валсовим везама, што им омогућава да клизе један преко другог, тако да се графит отире. Графит је једини неметал који добро проводи електричну струју и топлоту.
Употребљава се за подмазивање, у електролизи (као инертна електрода), за контакте у електричним моторима и сл. Од графита се праве мине за оловке. Највећи рудници графита у свету налазе се у Кини (2005. године производња је била 1.650.000 тона). Остали велики произвођачи графита су Индија, Бразил, Северна Кореја и Канада. Графит није растворљив у води.

## Типови и варијетети
Главни типови природног графита, од којих се сваки налази у различитим типовима рудних лежишта, су
- Кристалне мале пахуљице графита (или графит у пахуљицама) се јављају као изоловане, равне честице налик плочицама са хексагоналним ивицама ако нису прекинуте. Када су изломљене, ивице могу бити неправилне или угаоне;
- Аморфни графит: веома фини графит у љускама се понекад назива аморфним;[8]
- Грудасти графит (или венски графит) се јавља у фисурним венама или преломима и појављује се као масивни плочасти израсли влакнасти или игличасти кристални агрегати, и вероватно је хидротермалног порекла.[9][10]
- Високо уређени пиролитички графит се односи на графит са угаоним ширењем између графитних листова мањим од 1°.[11]
- Назив „графитно влакно” се понекад користи за означавање угљеничних влакана или полимера ојачаног угљеничним влакнима.

## Појава
Графит се јавља у метаморфним стенама као резултат редукције седиментних угљеникових једињења током метаморфизма. Такође се јавља у магматским стенама и метеоритима. Минерали повезани са графитом укључују кварц, калцит, лискун и турмалин. Главни извори извоза ископаног графита су по тонажи: Кина, Мексико, Канада, Бразил и Мадагаскар.
У метеоритима се графит јавља са троилитом и силикатним минералима. Мали графитни кристали у метеоритском гвожђу називају се клифтонит. Нека микроскопска зрна имају карактеристичан изотопски састав, што указује да су настала пре Сунчевог система. Они су један од око 12 познатих врста минерала који су претходили Сунчевом систему и такође су откривени у молекуларним облацима. Ови минерали су настали у избацивању када су супернове експлодирале или су звезде мале до средње величине избациле своје спољашње омоте касно у животу. Графит може бити други или трећи најстарији минерал у свемиру.

## Особине

### Структура
Чврсти угљеник долази у различитим облицима познатим као алотропи у зависности од врсте хемијске везе. Два најчешћа су дијамант и графит (мање уобичајени укључују букминстерфулерен). У дијаманту су везе sp3 орбитални хибриди и атоми формирају тетраедре од којих је сваки повезан са четири најближа суседа. У графиту су  орбитални хибриди и атоми се формирају у равнима од којих је сваки везан за три најближа суседа удаљена 120 степени.
Појединачни слојеви се називају графен. У сваком слоју атоми угљеника су распоређени у саћасту решетку са дужином везе од 0,142 nm, а растојање између равни је 0,335 nm. Атоми у равни су повезани ковалентно, при чему су задовољена само три од четири потенцијална места везивања. Четврти електрон је слободан да мигрира у равни, чинећи графит електрично проводљивим. Везивање између слојева је преко слабих ван дер Валсових веза, које омогућавају да се слојеви графита лако одвоје, или да клизе један поред другог. Електрична проводљивост окомита на слојеве је последично око 1000 пута нижа.
Два позната облика графита, алфа (хексагонални) и бета (ромбоедарски), имају веома слична физичка својства, осим што се слојеви графена слажу другачије: слагање у алфа графиту је ABA, за разлику од ABC слагања у енергетски мање стабилном и ређем бета графиту. Алфа облик се може конвертовати у бета облик механичким третманом, а бета облик се враћа у алфа облик када се загреје изнад 1300 °C.
- Скенирајући тунелски микроскоп слика површине графита
- Поглед са стране на слагање ABA слојева
- Раван поглед на слагање слојева
- Јединична ћелија алфа графита

### Термодинамика
Услови равнотеже притиска и температуре за прелаз између графита и дијаманта су добро утврђени теоријски и експериментално. Притисак се линеарно мења између 1,7 GPa на 0 K и 12 GPa на 5000 K (трострука тачка дијамант/графит/течност). Међутим, фазе имају широк регион око ове линије где могу коегзистирати. При нормалној температури и притиску, 20 °C (293 K) и 1 atm (0,10 MPa), стабилна фаза угљеника је графит, али дијамант је метастабилан и његова стопа конверзије у графит је занемарљива. Међутим, на температурама изнад око 4500 K, дијамант се брзо претвара у графит. Брза конверзија графита у дијамант захтева притиске знатно изнад линије равнотеже: на 2000 K потребан је притисак од 35 GPa.